# Uczelnie rolnicze w Polsce
Uczelnie rolnicze w Polsce – pierwszymi polskimi uczelniami rolniczymi były: powstały w 1816 Instytut Agronomiczny w Warszawie, powstała w 1858 Akademia Rolnicza w Dublanach (pierwsza w zaborze rosyjskim, zaś druga w austriackim) oraz powstała w 1870 Wyższa Szkoła Rolnicza im. Haliny w Żabikowie (w zaborze pruskim). Po II wojnie światowej utworzono kilka wyższych szkół rolniczych (WSR), które następnie przekształcano w akademie rolnicze. W ostatnich latach wszystkie akademie rolnicze przemianowano na uniwersytety przymiotnikowe: przyrodnicze, rolnicze i inne. 
Poniższy wykaz przedstawia działające w Polsce uczelnie rolnicze oraz wydziały uniwersyteckie, kształcące na kierunkach rolniczych.

## Uczelnie rolnicze w Polsce
| Uczelnia                                             | Rok założenia /Rok otrzymania aktualnej nazwy | Lokalizacja | Poprzednie nazwy | Budynki uczelni | Liczba studentów (2010/2011) tys. |
| ---------------------------------------------------- | --------------------------------------------- | ----------- | --- | --------------- | --------------------------------- |
| Szkoła Główna Gospodarstwa Wiejskiego w Warszawie    | 1816/1919                                     | Warszawa    | - Instytut Agronomiczny w Warszawie (1816–1840) - Instytut Gospodarstwa Wiejskiego i Leśnictwa w Warszawie (1840–1919) |                 | 27,0                              |
| Uniwersytet Rolniczy im. Hugona Kołłątaja w Krakowie | 1953/2008                                     | Kraków      | - Studium Rolnicze Wydziału Filozofii Uniwersytetu Jagiellońskiego (1890–1923) - Wydział Rolniczy Uniwersytetu Jagiellońskiego (1923–1946) - Wydział Rolniczo-Leśny Uniwersytetu Jagiellońskiego (1946–1953 - Wyższa Szkoła Rolnicza w Krakowie (1953–1972) - Akademia Rolnicza w Krakowie (1972–2008)       |                 | 13,0                              |
| Uniwersytet Przyrodniczy w Poznaniu                  | 1951/2008                                     | Poznań      | - Wydział Rolniczo-Leśny Uniwersytetu Poznańskiego (1919–1949) - Wydział Rolniczy ze Studium Ogrodniczym i Wydział Leśny na Uniwersytecie im. Adama Mickiewicza w Poznaniu (1949–1951) - Wyższa Szkoła Rolnicza w Poznaniu (1951–1972) - Akademia Rolnicza im. Augusta Cieszkowskiego w Poznaniu (1972–2008) |                 | 12,0                              |
| Uniwersytet Przyrodniczy we Wrocławiu                | 1951/2006                                     | Wrocław     | - Wyższa Szkoła Rolnicza we Wrocławiu (1951–1971) - Akademia Rolnicza we Wrocławiu (1971–2006) |                 | 12,1                              |
| Politechnika Bydgoska                                | 1951/2006                                     | Bydgoszcz   | - Wieczorowa Szkoła Inżynierska w Bydgoszczy (1951–1964) - Wyższa Szkoła Inżynierska w Bydgoszczy (1964–1974) - Akademia Techniczno-Rolnicza w Bydgoszczy (1974–2006) |                 | 9,6                               |
| Uniwersytet Przyrodniczy w Lublinie                  | 1955/2008                                     | Lublin      | - Wyższa Szkoła Rolnicza w Lublinie (1955–1972) - Akademia Rolnicza w Lublinie (1972–2008) |                 | 10,3                              |

## Uczelnie z kierunkami rolniczymi w Polsce
| Uczelnia | Rok założenia /Rok otrzymania aktualnej nazwy | Lokalizacja | Poprzednie nazwy | Budynki uczelni | Liczba studentów (2010/2011) tys. |
| --- | --------------------------------------------- | ----------- | --- | --------------- | --------------------------------- |
| Wydział Nauk Rolniczych Uniwersytetu w Siedlcach | 1969/2010                                     | Siedlce     | - Wyższa Szkoła Nauczycielska w Siedlcach (1969–1974) - Wyższa Szkoła Pedagogiczna w Siedlcach (1974–1977) - Wyższa Szkoła Rolniczo-Pedagogiczna w Siedlcach (1977–1999) - Akademia Podlaska w Siedlcach (1999–2010)                                                                                          |                 | 10,1                              |
| Wydziały: - Biotechnologii i Hodowli Zwierząt, - Kształtowania Środowiska i Rolnictwa, - Nauk o Żywności i Rybactwa Zachodniopomorskiego Uniwersytetu Technologicznego w Szczecinie | 1954/2009                                     | Szczecin    | - Wyższa Szkoła Rolnicza (1954–1972) - Akademia Rolnicza w Szczecinie (1972–2009) - jako wydziały AR Zachodniopomorskiego Uniwersytetu Technologicznego w Szczecinie (od 2009) |                 | 15,4                              |
| Wydziały: - Bioinżynierii Zwierząt, - Kształtowania Środowiska i Rolnictwa, - Medycyny Weterynaryjnej, - Nauki o Żywności Uniwersytetu Warmińsko-Mazurskiego w Olsztynie            | 1950/1999                                     | Olsztyn     | - Wyższa Szkoła Rolnicza (1950–1972) - Akademia Rolniczo-Techniczna w Olsztynie (1972–1999) - w ramach Uniwersytetu Warmińsko-Mazurskiego w Olsztynie (od 1999) |                 | 33,0                              |
| Kolegium Nauk Przyrodniczych | 1973/2001                                     | Rzeszów     | - Zamiejscowy Wydział Ekonomiki Produkcji i Obrotu Rolnego AR w Krakowie (1972–1987) - filia AR w Krakowie (1987–1993) - Zamiejscowy Wydział Ekonomii AR w Krakowie (1993–2001) - Wydział Rolniczy Uniwersytetu Rzeszowskiego (2001–2005) - Wydział Biologiczno-Rolniczy Uniwersytetu Rzeszowskiego (od 2005) |                 | 2,1 (2012r.)                      |

## Historyczne polskie uczelnie rolnicze
| Uczelnia                                      | Lata działalności | Lokalizacja | Znaczenie uczelni | Budynki uczelni |
| --------------------------------------------- | ----------------- | ----------- | --- | --------------- |
| Wyższa Szkoła Rolnicza im. Haliny w Żabikowie | 1870–1877         | Luboń       | Dzięki kadrze oraz dorobkowi naukowemu i dydaktycznemu szkoły w 1919 został powołany Wydział Rolniczo-Leśny Uniwersytetu Poznańskiego |                 |
| Akademia Rolnicza w Dublanach                 | 1858–1939         | Dublany     | - Wyższa Szkoła Rolnicza w Dublanach (1858–1901)                                                                                      |                 |